# Experimental Physiology
Experimental Physiology is een internationaal, aan collegiale toetsing onderworpen wetenschappelijk tijdschrift op het gebied van de fysiologie. De naam wordt in literatuurverwijzingen meestal afgekort tot Exp. Physiol. Het wordt uitgegeven door Wiley-Blackwell namens de Britse Physiological Society en verschijnt maandelijks. Het eerste nummer verscheen in 1908.